# Aristotel Samsuri
Aristotel Samsuri, plus connu sous le nom de Teli Samsuri (né à Qytezë à l'époque dans l'Empire ottoman et aujourd'hui en Albanie, et mort entre 1942 et 1944 à Thessalonique en Grèce) est un joueur de football albanais, qui évoluait au poste d'attaquant.

## Biographie

### Après-carrière
Après sa retraite du monde du football, Teli Samsuri rejoint le mouvement du Mouvement de libération nationale albanais durant la Seconde Guerre mondiale, puis finit capturé par les troupes allemandes.

Il est ensuite interné dans le camp de concentration de Thessalonique en Grèce occupée (puis est exécuté entre 1942 et 1944).
Les communistes au pouvoir en Albanie cachent alors sa mort, déclarant officiellement qu'il avait réussi à s'échapper du camp de concentration grec en quittant le pays sur un bateau qui coula ensuite, tuant tout le monde à bord sauf Samsuri.

Étant le seul survivant de l'accident, il est supposé avoir voyagé jusqu'en Haute-Volta (Burkina Faso actuel) où il vécut sous le nom de Justin Osturno.
Ce mensonge fut annoncé par les autorités à la famille de Samsuri, ces derniers allant même jusqu'à recevoir de fausses lettres de Teli écrites sous le nom de Justin Osturno.

Le mensonge prit fin en 1981 et Samsuri fut officiellement déclaré martyr ainsi que déclaré mort durant la Seconde Guerre mondiale.

## Palmarès
Skënderbeu Korçë
- Championnat d'Albanie (1) : 
  - Champion : 1933.
  - Vice-champion : 1930 et 1934.
  - Meilleur buteur : 1931 (9 buts)[2].